# 咒水之难
咒水之难是指明末清初在緬甸境內爆發的流血事件。1661年8月13日，永曆帝朱由榔被緬甸莽白的軍隊所俘，送交降清叛將吳三桂後遭其處決。
關於此事發生日期，諸書記載不同，有曰六月十九日，有曰七月十九日，有曰七月十八日，有曰七月三十丁丑

## 经过
永曆十五年（1661年），清軍攻入雲南，永曆帝流亡緬甸首都瓦城，被緬甸王莽達收留。後吳三桂攻入緬甸，五月二十二日，莽達之弟莽白乘機發動政變，殺死其兄後繼位。
七月十九日（1661年8月12日），莽白誘騙永曆帝身邊大小官員及侍衛、內官等前往者梗的睹波焰塔（英語：或）饮咒水盟誓，卻發兵殺盡永曆帝侍從近衛，包括松滋王朱儼鎦、大學士文安侯马吉翔、马雄飞、王维恭、蒲缨、王祖望、杨生芳、裴廷谟、邓士廉、杨在、节愍侯邬昌琦、编修涂宏猷、皇亲任国玺、邓居诏、典簿齐应巽、学录潘璜，总兵王自金、陈谦、龚勋、吴承爵、张宗位、通判安朝柱，锦衣卫掌卫事任子信、金书张拱极、丁调鼎、刘相来、宋宗宰、宗宰刘广银、宋国柱等，還有司礼监李国泰、秉笔李茂芳、李崇贵、杨宗华、杨强益、雷躍龍、吉王府官张伯宗、周某（失名）、卢某（失名）、曹某（失名）、沈某（失名） 等，靖来将军魏豹、总兵王启隆、王升等奋力反击，但终因寡不敌众盡皆戰死，而黔国公沐天波则夺下缅兵器械连杀九人後被击身亡。只有內官13人和跛足總兵鄧凱留守於永曆帝行宮才幸免於難。
緬甸軍直取永曆帝行宮搜取财币，贵人宫女及各官妻孥自缢者甚众。永曆帝聞訊，心生恐懼，打算自盡，被部下侍衛總兵鄧凱說：“太后年老，飄落異域。皇上丟失社稷已經是不忠，今丟下太后又不孝，何以見高皇帝于地下？”而勸止。此時吉王朱慈煃同妃自缢薨、皇亲标下总兵兵文相、黄华宇、熊惟宝、马某（失名）、秦某（失名）、锦衣卫赵明鉴、王大维、王国相、吴承胤、朱文魁、郑文远、李既白、凌云、尹某（失名）、朱议添、千户吴某（失名）、百户严某（失名）、内官陈德远、永曆帝后宮刘贵人、杨贵人、松滋王妃、姜承德與妻杨氏俱于十九日自缢死。又起陆诸人，先后遇害者：通政朱蕴金、潘世荣、向鼎忠、范存礼、温如珍、副总兵高陛、李胜、武岗用、岷王马九功、皇亲王某（失名）、标下刘典隆、戴某（失名）、张某（失名）、陶某（失名）、内府刘九皋、刘衡、汪国泰、段能忠、谢安祚。
永曆帝与太后等二十五人俱聚于一小房，经险二时。此時通事引守护缅官至，乃喝曰：“不可害皇上与沐国公！”彼时尸横遍地，缅官请上移出。沐国公房内大小二百四十余人，恰住一楼，母子啼哭，声闻里外。王妃哀求出家為比丘尼，說：“君自为王，仅求留命，吾等当奉佛以度残生”，莽白不准。朱由榔一家被軟禁於木屋內，由寺庙的僧人送来饮食，勉強活命。軟禁期間，朱由榔生了一場病，他曾後悔表示：“当日朕为奸臣所误，未将白文选封亲王，馬寶封郡王，以致功臣隳心，悔将何及？”自此，永曆帝已經完全失去抗清復明的鬥志。
顺治十八年十二月初一日，清军迫近缅甸阿瓦，缅甸王莽白將永曆帝獻給吳三桂。被押回云南昆明，圈禁在世恩坊原崇信伯李本家中。
永曆十六年四月二十五日（1662年4月14日，清康熙元年），永曆帝在昆明篦子坡被清軍用弓弦勒死，家属押送北京。吴三桂因功，进封为亲王。

## 相關
- 反清復明
- 東寧
- 明鄭
- 明鄭時期
- 朝鮮孝宗北伐計劃
- 日本乞師
- 逼死坡
- 丁未漂人事件
- 安南明鄉人
- 沐天波

## 外部連結
- 睹波焰塔1908年的照片（页面存档备份，存于）